# Rosema amazonica
Rosema amazonica är en fjärilsart som beskrevs av Max Wilhelm Karl Draudt 1934. Rosema amazonica ingår i släktet Rosema och familjen tandspinnare. Inga underarter finns listade.